# Saša Bjelanović
Saša Bjelanović (* 11. Juni 1979 in Zadar, SR Kroatien, SFR Jugoslawien) ist ein ehemaliger kroatischer Fußballspieler, er spielte auf der Position eines Stürmers. Er bestritt insgesamt 304 Spiele in der kroatischen 1. HNL, der italienischen Serie A und der rumänischen Liga 1.

## Karriere
Bjelanović begann seine Karriere bei NK Zadar. Zur Saison 1999/00 wechselte er zum Ligakonkurrenten NK Pula 1856 Staro Češko. Während der Saison wechselte er zum kroatischen Traditionsverein Dinamo Zagreb, hier konnte er sich jedoch nicht durchsetzen, weshalb er zur Saison 2000/01 zu NK Varteks Varaždin ging, wo er zwei Saisons blieb, ehe er erstmals ins Ausland, zu Como Calcio in die italienische Serie A, wechselte. Da Como am Ende der Saison abstieg, wechselte Bjelanović zum Serie-A-Verein Chievo Verona, doch auch hier reifte er nicht zum Stammspieler. Deshalb verschlug es ihn zur Saison 2003/04 zum CFC Genua in Serie B, hier gelang ihm erstmals in Italien der Sprung in die Stammelf, worauf er nach erneut einer Saison in die Serie A zur US Lecce zurückkehrte. Ab der Saison 2005/06 spielte Bjelanović beim Aufsteiger Ascoli Calcio, wo er im Stammkader stand und zu den gefährlichsten Angreifern gehörte.
Ende der Saison 2006/07 kaufte der FC Turin 50 Prozent seiner Transferrechte. Im Sommer 2010 wechselte er zu CFR Cluj in die rumänische Liga 1, kehrte aber schon in der Winterpause nach Italien zurück und spielte für Atalanta Bergamo in der Serie B. Zur Saison 2011/12 wechselte Bjelanović innerhalb der Serie B zu Hellas Verona. Nach dem verpassten Aufstieg kehrte er im September 2012 nach Cluj zurück. Beim amtierenden Meister kam er nur in der Hälfte der Spiele zum Einsatz und beendete die Spielzeit 2012/13 auf dem achten Platz. Er kehrte nach Saisonende nach Italien zurück und heuerte bei AS Varese 1910 in der Serie B an. Mit seinem neuen Team sicherte er sich am Ende der Saison 2013/14 in den Play-offs gegen Novara Calcio den Klassenerhalt.
Im Sommer 2014 wechselte Bjelanović zur ACR Messina in die dritte italienische Liga, die Lega Pro, Staffel Süd. Anfang 2015 verpflichtete ihn Pordenone Calcio aus der Staffel Nord. Nach dem Abstieg seines Klubs am Ende der Saison 2014/15 beendete er seine Laufbahn.